# أولاد لحسن (أولاد إسماعيل)
أولاد لحسن هو دُوَّار يقع بجماعة أولاد سعيد الواد، إقليم بني ملال، جهة بني ملال خنيفرة في المملكة المغربية. ينتمي الدوّار لمشيخة أولاد إسماعيل التي تضم 8 دواوير. يقدر عدد سكانه بـ 731 نسمة حسب الإحصاء الرسمي للسكان والسكنى لسنة 2004.

## روابط خارجية
- البوابة الوطنية للجماعات الترابية
- المندوبية السامية للتخطيط